# De Rochesters
De Rochesters is een Belgische stripreeks die begonnen is in juni 2001 met Jean Dufaux als schrijver en Philippe Wurm als tekenaar.

## Albums
Alle albums zijn geschreven door Jean Dufaux en getekend door Philippe Wurm.
| Nummer | Titel                    | Uitgever  |
| ------ | ------------------------ | --------- |
| 1      | De zaak Claudius         | Casterman |
| 2      | Geen nieuws van Claudius | Casterman |
| 3      | De lijst van Victoria    | Dupuis    |
| 4      | Spoken en marmelade      | Arcadia   |

Er verschenen nog twee albums in het Frans.